# Cao Hamburger

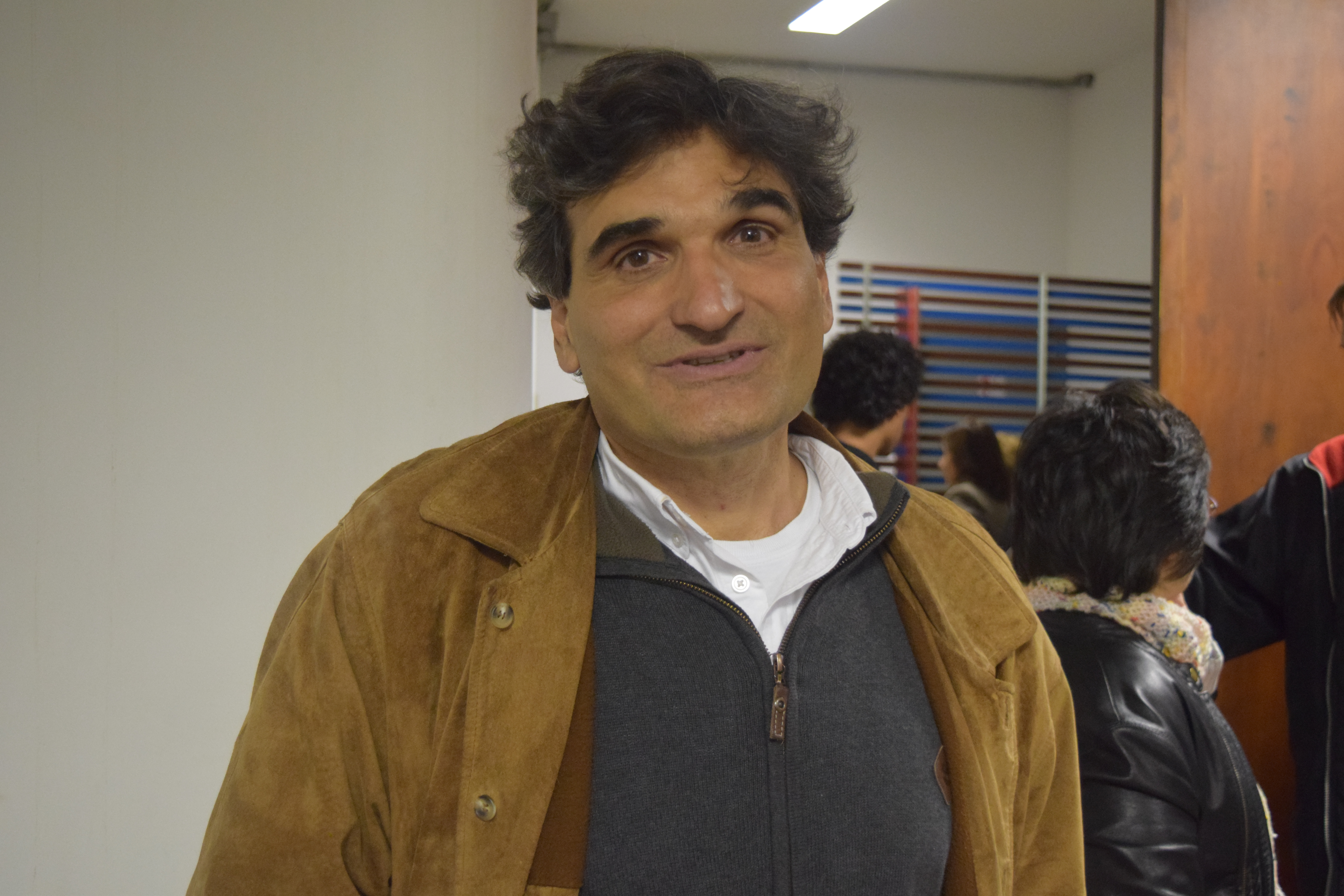
Cao Hamburger

Cao Hamburger (* 1962 in São Paulo, Brasilien; eigentlich Carlos Império Hamburger) ist ein brasilianischer Filmregisseur, Drehbuchautor und Kinderbuchautor.
Hamburger wurde als Sohn des 1936 nach Brasilien emigrierten deutsch-jüdischen Physiker Ernst Wolfgang Hamburger (1933–2018) und der Physikerin Amélia Império Hamburger (1932–2011) in São Paulo geboren. Beide waren Professoren an der Universität von São Paulo. Die Filmkarriere von Cao Hamburger begann bereits in den frühen 1980er Jahren, als er zahlreiche Super-8-Kurzfilme realisierte. Neben Kurzfilmen inszenierte er über 200 Werbeclips, konzipierte Videoinstallationen für Kinder sowie Fernsehserien zur Gesundheitsvorsorge in seiner Heimat.
Bekanntheit erlangte er vor allem durch seine Kinderprojekte. So verfasste er mehrere Kinderbücher und war für diverse brasilianische Fernsehserien für Kinder als Regisseur und Drehbuchautor verantwortlich. 1999 folgte sein vielbeachtetes Spielfilmdebüt mit Castelo Rá-Tim-Bum, o Filme. 2007 wurde Hamburgers Spielfilm Das Jahr, als meine Eltern im Urlaub waren (2006) als offizieller brasilianischer Beitrag für die Nominierung um den besten fremdsprachigen Film bei der Oscar-Verleihung 2008 ausgewählt.

## Filmografie (Auswahl)
- 1999: Castelo Rá-Tim-Bum, o Filme
- 2006: Das Jahr, als meine Eltern im Urlaub waren (O ano em que meus pais saíram de férias)
- 2011: Xingu